# Szentilonay József
Szentilonay József (Pápa, 1693 körül – Nagyszombat, 1769. április 30.) bölcseleti doktor, esztergomi kanonok.

## Életútja
Nemes szülők gyermeke. Mint a Szent Adalbert-papnevelő növendéke Nagyszombatban 1719-ben baccalaureus, 1720-ban magister lett a bölcseletből; ugyanitt hallgatta a teológiát is. Miután 1722. szeptember 19-én pappá szentelték, 1723. augusztus 19-én Felsőludányba ment plébánosnak; 1741. február 15-én pozsonyi kanonokká nevezték ki. 1743. szeptember 12-én az esztergomi káptalanban nyert javadalmat. 1746. január 21-én megválasztották nagyszombati plébánosnak. 1749. január 23-án nógrádi, 1754. március 28-án székesegyházi főesperessé és szentgyörgymezei, 1760. április 22-én szenttamási préposttá lépett elő. Bírta a pankotai apátságot és mint arbei fölszentelt püspök több évig volt érseki, majd káptalani helynök. Születési helyén kórházat és 24 ember részére szegényházat alapított. Meghalt 1769. április 30-án Nagyszombatban 76. évében.

## Munkája
- Anya-szentegyháznak ceremoniái és szertartásai, mellyeket a magyar nemzetnek lelki javára és épületére Rippel Gergely urnak... könyvéből haza tulajdon nyelvére fordíttatott... Nagyszombat, 1754.

### Kéziratban
- Casus et Decisiones Vicariatus Strigoniensis 1758-59. (Vágner József, A nyitrai egyházmegyei könyvtár kéziratai és régi nyomtatványai. Nyitra, 1886. 71. l.).